# Childs-Gletscher (Alaska)
Der Childs-Gletscher ist ein Gletscher im US-Bundesstaat Alaska. Er befindet sich im Chugach National Forest 50 km ostnordöstlich von Cordova.

## Geografie
Der 16 km lange Childs-Gletscher hat sein Nährgebiet auf 1200 m Höhe in den Chugach Mountains südlich von Mount Williams. Der Childs-Gletscher strömt anfangs nach Nordosten, wendet sich dann aber in ostsüdöstlicher Richtung und endet am Westufer des Copper River gegenüber der Miles Glacier Bridge, auch bekannt als Million Dollar Bridge, am östlichen Ende des Copper River Highway. Die mittlere Gletscherbreite beträgt 1,4 km.

## Namensgebung
Benannt wurde der Gletscher von W. R. Abercrombie während seiner Erkundung des Copper River im Jahr 1884 nach George Washington Childs aus Philadelphia.